# Mölleröds övnings- och skjutfält
Mölleröds övnings- och skjutfält var ett militärt skjutfält som var beläget 4 kilometer väster om Hässleholm i Skånes län.

## Historik
Mölleröds övnings- och skjutfält var ett militärt skjutfält lokaliserat vid Mölleröds kungsgård väster om Hässleholms garnison. Åren 1940–1945 hade Skånska trängkåren (T 4) ett utbildningsläger i Mölleröd. År 1945 hade lägret avvecklats för att ge plats åt det övningsområde som 1944 började upprättas åt Skånska pansarregementet. Skjutfält var i bruk åren 1944–2012 och utgjorde primärt övnings- och skjutfält åt de förband som utbildades vid garnisonen. Genom försvarsbeslutet 2000 avvecklades samtliga utbildningsförband i Hässleholms garnison, bland annat Skånska dragonregementet som förvaltade skjutfältet. I dess ställe bildades Skånska dragongruppen som ett stöd för frivilligverksamheten. Både Hovdalafältet, Möllerödsfältet och Garnisonsområdet övergick efter en försäljning till Hässleholms kommun, vilka upplät Mölleröds övnings- och skjutfält till Försvarsmakten fram 31 december 2012. Skjutfältet har sedan dess omvandlats till ett ströv- och fritidsområde för de boende i och runt omkring Hässleholm.

## Verksamhet
Enheter som brukade öva på Mölleröd kom i regel från Skånska dragonregementet (P 2), Skånska trängregementet (T 4) samt Wendes artilleriregemente (A 3).